# Thilo Kehrer
Thilo Kehrer, född 21 september 1996, är en tysk fotbollsspelare som spelar för AS Monaco.

## Klubbkarriär
Kehrer debuterade för Schalke 04 i Bundesliga den 6 februari 2016 i en 3–0-vinst över VfL Wolfsburg, där han blev inbytt i den 90:e minuten mot Johannes Geis.
Den 16 augusti 2018 värvades Kehrer av Paris Saint-Germain.
Den 17 augusti 2022 värvades Kehrer av West Ham United, där han skrev på ett fyraårskontrakt med en option på två ytterligare år. Den 5 januari 2024 lånades Kehrer ut till Ligue 1-klubben AS Monaco på ett låneavtal över resten av säsongen. I maj 2024 utnyttjade AS Monaco en köpoption i låneavtalet och värvade Kehrer på ett fyraårskontrakt.

## Landslagskarriär
I november 2022 blev Kehrer uttagen i Tysklands trupp till VM 2022.

## Meriter

### Tyskland U21
- U21-Europamästerskapet: 2017

### Paris Saint-Germain
- Ligue 1: 2018/19, 2019/20, 2021/22
- Coupe de France: 2019/20, 2020/21
- Trophée des Champions: 2019, 2020
- Coupe de la Ligue: 2019/20